# Homolophus vladimirae
Homolophus vladimirae is een hooiwagen uit de familie echte hooiwagens (Phalangiidae).